# Bánrévei Vízmű megállóhely
Bánrévei Vízmű megállóhely egy Borsod-Abaúj-Zemplén vármegyei vasúti megállóhely Serényfalva településen, a MÁV üzemeltetésében. A vasút Sajó-hídjának közelében helyezkedik el, a folyó bal parti oldalán, közúti elérését egy számozatlan önkormányzati út biztosítja.
A személyforgalom 2020. december 12-én időlegesen megszűnt a megállóhelyen, a vonatok a következő hónapokban megállás nélkül áthaladtak, helyettük autóbuszok közlekedtek, csatlakozást biztosítva a vonatokra Ózd és Putnok állomáson. 2021. április 11-étől napi 2 pár vonat újra megáll itt.

## Vasútvonalak
A megállóhelyet az alábbi vasútvonalak érintik:
- Miskolc–Bánréve–Ózd-vasútvonal

## Kapcsolódó állomások
A megállóhelyhez az alábbi állomások vannak a legközelebb:
- Bánréve vasútállomás (Miskolc–Bánréve–Ózd-vasútvonal)
- Sajónémeti megállóhely (Miskolc–Bánréve–Ózd-vasútvonal)

## Forgalom
| Járat        | Útvonal | Gyakoriság |
| ------------ | --- | ---------- |
| személyvonat | Miskolc-Tiszai – Miskolc-Gömöri – Sajóecseg – Sajószentpéter – Kazincbarcika alsó – Kazincbarcika – Sajókaza – Vadna – Dubicsány – Putnok – Pogonyipuszta – Bánréve – Bánrévei Vízmű – Ózd alsó – Ózd | Napi 2 pár |